# イーサン・アレン (原子力潜水艦)
|          |                                                |
| 艦歴     |                                                |
| 発注     | 1958年7月17日                                  |
| 起工     | 1959年9月14日                                  |
| 進水     | 1960年11月22日                                 |
| 就役     | 1961年8月8日                                   |
| 退役     | 1983年3月31日                                  |
| その後   | 原子力艦再利用プログラム                       |
| 除籍     | 1983年4月2日                                   |
| 性能諸元 |                                                |
| 排水量   | 6,400トン                                      |
| 全長     | 410 ft 6 in (125 m)                            |
| 全幅     | 33 ft (10.1 m)                                 |
| 吃水     | 27 ft 5 in (8.4 m)                             |
| 機関     | 原子力ギアード・タービン                       |
| 主機関   | GE S5W原子炉 1基                               |
| 最大速   |                                                |
| 兵員     | 士官、兵員112名                                |
| 兵装     | 21インチ魚雷発射管4基 ポラリス弾道ミサイル16発 |

イーサン・アレン(USS Ethan Allen, SSBN-608)は、アメリカ海軍のイーサン・アレン級原子力潜水艦の1番艦。艦名はイーサン・アレンに因んで命名された。その名を持つ艦としては2隻目。

## 艦歴
イーサン・アレンの建造は1958年7月17日にコネチカット州グロトンのジェネラル・ダイナミクス、エレクトリック・ボート社に発注され、1959年9月14日に起工した。1960年11月22日にロバート・H・ホプキンズ夫人（イーサン・アレンの子孫）によって命名、進水し、1961年8月8日にブルー班のポール・L・レーシィ・ジュニア艦長およびゴールド班のW・W・ベーレンス艦長の指揮下就役する。
1962年5月6日、イーサン・アレンはレーシィ艦長の指揮下、レヴァーリング・スミス提督が乗艦し南太平洋で核弾頭を装備したポラリスミサイルを発射した。この発射試験（フリゲート・バード）はオペレーション・ドミニック I の一環として行われ、唯一のアメリカの戦略ミサイルの完全な運用テストであった。
第二次戦略兵器制限交渉の結果、新型のオハイオ級原子力潜水艦を配備するためイーサン・アレンのミサイル発射管は無効にされた。イーサン・アレンは1980年9月1日に SSN-608 に艦番号が変更され、攻撃型原子力潜水艦となった。
イーサン・アレンは1983年3月31日に退役し、4月2日に除籍された。その後は原子力艦再利用プログラムに従って解体されるまでワシントン州ブレマートンで保管された。

## 登場作品
『レッド・オクトーバーを追え!』
トム・クランシーの小説。「レッド・オクトーバー」の離脱をカバーするために、退役した「イーサン・アレン」が気化爆弾の爆発によって破壊される。「イーサン・アレン」の破壊は、タイフーン型弾道ミサイル潜水艦の爆発と沈没をシミュレートするために行われた。